# Boris Havel
Boris Havel (Sarajevo, 1966.), hrvatski politolog, povjesničar i prevoditelj, stručnjak za Bliski istok. Podrijetlom je iz BiH i sin Ane Havel, koja je jedna od utemeljitelja HDZ-a Bosne i Hercegovine. Ujak mu je Tomislav Vidović, hrvatski disident i politički zatvorenik iz Sarajeva. Havel je izvanredni profesor na Fakultetu političkih znanosti u Zagrebu. Od 2005 do 2016. godine bio je zaposlenik Ministarstva vanjskih i europskih poslova. Sudski je tumač za engleski, hebrejski i švedski jezik.
Doktorirao je na Fakultetu političkih znanosti Sveučilišta u Zagrebu 2012. godine na temi Religijski aspekt arapsko-izraelskog sukoba. Na Hebrejskom sveučilištu u Jeruzalemu magistrirao je komparativnu religiju, a na sveučilištu Livets Ord u Uppsali, podružnici američkoga sveučilišta Oral Roberts University, diplomirao je međunarodne odnose i povijest. Studirao je i na Uppsalskom sveučilištu.
Objavio je više od stotinu znanstvenih i stručnih članaka vezanih uz Bliski istok i suvremene sigurnosne izazove na engleskom i hrvatskom jeziku, rječnik i tri znanstvene monografije na hrvatskom jeziku:
- Bosnisk-svensk, svensk-bosnisk ordbok (Bošnjačko-švedski, švedsko-bošnjački rječnik), Stockholm: Sveriges Utbildningsradio AB, 1995.[2]
- Arapsko-Izraelski sukob: religija, politika i povijest Svete zemlje, Zagreb: Naklada Ljevak, 2013.
- Pregled povijesti Izraela od Abrahama do moderne Države, Zagreb: Izdanja Antibarbarus, 2015.
- Izrael: narod u danu rođen. Knjiga prva: povijest Izraela od Abrahama do Bar Kohbe (oko 2000. pr. Krista – 135.). Zagreb: Školska knjiga, 2022.

Bio je voditelj Tribine Trećeg programa Hrvatskog radija, povremeni kolumnist tjednika Fokus, mjesečnika Židovske vjerske zajednice Bet Israel »Ruah Hadaša«, »Obzora« Večernjeg lista, tjednika Globus i sarajevskoga franjevačkog mjesečnika »Svjetlo riječi«.
Trenutno je kao izvanredni profesor zaposlen na Fakultetu političkih znanosti Sveučilišta u Zagrebu, gdje predaje diplomske i dodiplomske predmeta o temama vezanima za Bliski istok i Izrael, na engleskom i na hrvatskom jeziku. Vanjski je suradnik Hrvatskoga katoličkog sveučilišta, na kojem predaje kolegij »Suvremeni Izrael: religija, politika i povijest židovske državnosti«, te Sveučilišta u Zadru na kojemu drži kolegij na doktorskom studiju.
Povremeno sudjeluje u medijima, na tribinama i okruglim stolovima na kojima iz konzervativne perspektive tumači društvena pitanja poput obrazovanja (poglavito na području orijentalistike), migracija, nacionalne sigurnosti, antisemitizma, hrvatskog nacionalizma i suverenizma, te uloge kršćanskog svjetonazora u društvenim i političkim procesima.
Za knjigu »Izrael: narod u danu rođen. Knjiga prva: povijest Izraela od Abrahama do Bar Kohbe« dobio je državnu nagradu za znanost 2023. godine.